# Nowe Miasto nad Pilicą (gmina)
Pour les articles homonymes, voir Nowe Miasto.
Nowe Miasto nad Pilicą est une gmina mixte urbaine-rurale (gmina miejsko-wiejska) du powiat de Grójec dans la Voïvodie de Mazovie, dans le centre-est de la Pologne.
Son siège administratif est la ville de Nowe Miasto nad Pilicą, qui se situe environ 34 kilomètres au sud-ouest de Grójec et 73 kilomètres au sud-ouest de Varsovie.
La gmina couvre une superficie de 158,47 km2 pour une population de 8 280 habitants en 2006, avec une population de 2 461 habitants pour Mogielnica et une population rural de 6 666 habitants.

## Histoire
De 1975 à 1998, la gmina est attachée administrativement à la voïvodie de Radom. Depuis 1999, elle fait partie de la voïvodie de Mazovie.

## Géographie
Outre la ville de Nowe Miasto nad Pilicą, la gmina inclut les villages et les localités de :
- Bełek
- Bieliny
- Borowina
- Dąbrowa
- Domaniewice
- Gilówka
- Godzimierz
- Gostomia
- Jankowice
- Józefów
- Łęgonice
- Nowe Bieliny
- Nowe Łęgonice
- Nowe Strzałki
- Pobiedna
- Promnik
- Prosna
- Rokitnica
- Rosocha
- Rudki
- Sacin
- Sańbórz
- Strzałki
- Świdrygały
- Wał
- Waliska
- Wierzchy
- Wola Pobiedzińska
- Wólka Ligęzowska
- Wólka Magierowa
- Zalesie
- Żdżarki
- Żdżary

### Gminy voisines
La gmina de Nowe Miasto nad Pilicą est voisine des gminy suivantes :
- Cielądz
- Klwów
- Mogielnica
- Odrzywół
- Rzeczyca
- Sadkowice
- Wyśmierzyce

## Structure du terrain
D'après les données de 2002, la superficie de la commune de Nowe Miasto nad Pilicą est de 158,47 km2, répartis comme tel :
- terres agricoles : 65 %
- forêts : 22 %

La commune représente 11,46 % de la superficie du powiat.

## Démographie
Données du 30 juin 2004 :
| description        | Total  | Total | Femmes | Femmes | Hommes | Hommes |
| ------------------ | ------ | ----- | ------ | ------ | ------ | ------ |
| Unité              | Nombre | %     | Nombre | %      | Nombre | %      |
| population         | 8 381  | 100   | 4 301  | 51,3   | 4 080  | 48,7   |
| Densité (hab./km²) | 52,9   | 52,9  | 27,1   | 27,1   | 25,7   | 25,7   |

### Source
- Chiffres de population officiels polonais 2006